# Bojan (imię)
Bojan – derywat od staropolskich imion męskich z członem -boj – oznaczającym „bój, bicie, walkę” – takich jak Budziboj lub Przyboj.
Imię używane przede wszystkim w krajach południowosłowiańskich, szczególnie w krajach byłej Jugosławii.
Żeński odpowiednik: Bojana
Znane osoby o imieniu Bojan:
- Bojan Bazelli, czarnogórski operator filmowy.
- Bojan Janić, serbski siatkarz.
- Bojan Jordanow, bułgarski siatkarz.
- Bojan Križaj, słoweński narciarz alpejski.
- Bojan Krkić, serbski piłkarz.
- Bojan Kurajica, bośniacko-chorwacki szachista.
- Bojan Cvjetićanin, główny wokalista słoweńskiego zespołu Joker Out